# Sopwith Baby
Pour les articles homonymes, voir Baby.
Le Sopwith Baby est un hydravion à flotteurs biplan britannique monoplace de la Première Guerre mondiale. Il fut utilisé par le Royal Naval Air Service (RNAS) à partir de 1915.

## Développement
Le Baby était un développement du Sopwith Tabloid biplace. Bien que le Baby eût gagné le trophée Schneider en 1914, le RNAS ne passa aucune commande officielle avant janvier 1915. La version de la production du Baby ne fut en fait pas vraiment différente de l'avion qui avait remporté la coupe Schneider.
Le Baby fut utilisé comme chasseur embarqué et bombardier opéré à partir de toutes sortes de navires tel que des transporteurs d'hydravions, des croiseurs ou de plus petits vaisseaux, chalutiers ou poseurs de mines. Il fut même envisagé d'opérer l'avion à partir de sous-marins. Le Baby trouva en fait son utilité principale dans le rôle d'intercepteur sur les bombardiers dirigeables Zeppelin allemands en route vers la Grande-Bretagne alors qu'ils étaient encore loin de leur objectif.
Le Baby fut aussi construit par les sociétés Blackburn, Fairey, et Parnall au Royaume-Uni. En Italie, la construction sous licence fut confiée à la S.A Aeronautica Gio Ansaldo de Turin. Des Baby connurent le service au Canada, aux États-Unis, en France, au Chili, en Grèce et en Norvège. Les Baby de Norvège furent parfois utilisés comme avions de remplacement, quelques-unes de ces machines restant en service jusqu'en 1930. Quelques Baby norvégiens furent également utilisés par Roald Amundsen lors de son expédition polaire. C'est un total approximatif de 700 Baby qui fut construit.
Comme sur les avions récents de la coupe Schneider, les ailerons montés sur le Baby avaient remplacé le système de vrillage de l'aile pour améliorer le contrôle latéral et l'armement consistait habituellement en une unique mitrailleuse de calibre 7,7 mm synchronisée pour tirer au travers de l'hélice, bien que quelques "Baby" aient retenu l'arrangement du Schneider avec la mitrailleuse attachée à la section centrale et tirant vers le haut pour éviter l'hélice. Plusieurs avions furent aussi équipés de deux mitrailleuses de 7,7 mm montées côte à côte sur le dessus de l'aile. Une grande quantité de "Baby" Construits chez Blackburn fut également équipée de fléchettes explosives Ranken comme arme anti dirigeable et au moins une machine fut équipée de 10 roquettes Le Prieur montées sur les entretoises d'aile. Deux bombes de 29,5 kg pouvaient aussi être emportées.
D'une modification plus spécifique du Sopwith Baby naquit l'hydravion de combat Fairey Hamble Baby (en).

## Constructeurs
Schneider : 136 (Sopwith).
Baby : 100 (Sopwith) + 186 (Blackburn).
Hamble Baby : 130 (Parnall) + 50 (Fairey).

## Opérateurs
- Canada
- Chili
- France
- Grèce
- Italie
- Norvège
- Royaume-Uni